# Rejchartice
Rejchartice (en allemand : Reigersdorf) est une commune du district de Šumperk, dans la région d'Olomouc, en République tchèque. Sa population s'élevait à 173 habitants en 2023.

## Géographie
Rejchartice se trouve à 7 km au sud-est de Hanušovice, à 8 km au nord de Šumperk, à 53 km au nord-nord-ouest d'Olomouc et à 182 km à l'est de Prague.
La commune est limitée par Kopřivná au nord-ouest, par Velké Losiny au nord-est, par Rapotín au sud-est, par Šumperk au sud, et par Bratrušov au sud-ouest.

## Histoire
La première mention écrite de la localité date de 1350.

## Transports
Par la route, Rejchartice se trouve à 10 km de Šumperk, à 67 km d'Olomouc et à 217 km de Prague.